# Professor Pac-Man
 (juin 2015).
Si vous disposez d'ouvrages ou d'articles de référence ou si vous connaissez des sites web de qualité traitant du thème abordé ici, merci de compléter l'article en donnant les références utiles à sa vérifiabilité et en les liant à la section « Notes et références ».
Professor Pac-Man est un jeu vidéo de quiz sorti sur borne d'arcade et réalisé par Bally Midway en 1983.

## Principe du jeu
Le jeu propose des questions à choix multiples auxquelles le joueur doit répondre dans un temps imparti. C'est le premier jeu de la série Pac-Man qui n'utilise pas de labyrinthe.

## Système de jeu
Le jeu, que ce soit en mode 1 joueur ou 2 joueurs (dans ce mode, les joueurs répondent à tour de rôle aux questions), propose des questions à choix multiples auxquelles le joueur doit répondre dans un temps imparti. La minuterie est représentée par un Pac-Man mangeant une rangée de Pac-Billes. Plus vite le joueur répondra bien à une question, plus le nombre de points attribués sera important. Au fur et à mesure de la progression dans le jeu, le temps imparti s'écoulera plus vite. Après plusieurs réponses correctes, une question bonus est posée. Le jeu est terminé si le joueur ne répond pas à la question dans le temps imparti ou lorsqu'il donne un certain nombre de mauvaises réponses.
À l'origine, Bally Midway avait conçu 3 versions différentes de Professor Pac-Man:
- Family : Approprié pour tous les âges, mais plus axé sur les jeunes joueurs
- Public : Approprié pour le grand public, disponible dans les bars et les salles d'arcade
- Prize : Version disponible dans les casinos

Les questions étaient modifiées tous les quatre mois pour éviter que les joueurs mémorisent les questions.

## Réception
Professor Pac-Man est un cuisant échec. 400 exemplaires toutes versions confondues ont été fabriqués et 300 d'entre eux ont été retournés pour être convertis en Pac-Land. Quelques exemplaires du jeu seraient encore fonctionnels.